# Palovesi–Jäminginselkä
Palovesi–Jäminginselkä ibland bara Palovesi är en sjö i Ruovesi i landskapet Birkaland. Palovesi–Jäminginselkä ligger 96 meter över havet. Arean är 42,72 kvadratkilometer och strandlinjen är 202,228 kilometer lång. Sjöns delar Palovesi och Jäminginselkäs vattennivåer ligger på samma nivå, därför kan de räknas som en sjö även om de endast förbinds genom det trånga sundet Jäminginvuolle.
I nordost förbinds Palovesi–Jäminginselkä genom Kauttu kanal med sjön Ruovesi och i sydväst genom Murole kanal med sjön Näsijärvis fjärd Vankavesi.
I Palovesi finns de större öarna:
- Sysisaari
- Pimeäsaari
- Herrainsaaret
- Kärkisaari
- Jaakonsaari
- Hirsisaari
- Iso Kaitanen
- Pikku-Kaitaset
- Kirkkosaari
- Lammassaari
- Jänissaari
- Haukkasaari
- Ykspetäjä
- Mikonsaari
- Pentinsaari
- Ohrasaari
- Haisusaari
- Selkäsaari
- Salonsaari
- Kaidansaari
- Joensuunsaari
- Möyrysaari
- Huhtinen
- Velhonsaari
- Vohlisaari